# Loiret (rzeka)
Loiret – rzeka we Francji, przepływająca przez teren departamentu Loiret, o długości 13 km. Stanowi lewy dopływ rzeki Loary.